# Шустер, Франциск Иванович
Франци́ск (Франц) Ива́нович Шу́стер (1832—1908) — архитектор, академик архитектуры Императорской Академии художеств.

## Биография
Учился в Варшавской гимназии, Варшавской художественной школе (окончил 1851), вольноприходящий ученик Императорской Академии художеств (1852—1855). За время обучения в 1852 и 1853 годах получил малую серебряную медаль за проект «дом известного живописца» и большую серебряную медаль за проект «торгового дома для дамских туалетов». Сдал выпускной экзамен с выпускниками практического класса Строительного училища по разрешению главноуправляющего путей сообщения и публичных зданий).
Был признан «назначенным в академики» (1856). Избран в академики (1857). Инженер-архитектор (1871, аттестован Советом Строительного училища). Производитель работ (губернский секретарь) в Псковском губернском строительном и дорожном комитете (1855); служил в Главном обществе Российских железных дорог и ТСК МВД (с 1871). Губернский инженер в Минске (1883—1885), Саратове (1885—1890), Харькове (1890—1908).
Действительный член Императорского русского технического общества, Петербургского общества архитекторов (с 1882); общества инженеров в Лондоне. Член благотворительных и ученых обществ в Пскове, Саратове и Харькове.
Имел награды: большая золотая медаль Московской политехнической выставки (1872), орден Святой Анны 2-й степени (1877), орден Святого Станислава 2-й (1883) и 3-й (1873) степени.

## Проекты и постройки
Основные работы: жилой дом и ремонтное депо Николаевской железной дороги (Петербург, 1870-е), железнодорожный мост на Новоторжской железной дороге через р. Логовище (1871—1882), дом доктора Лунца (Минск, 1884—1885), Здание купеческой биржи (Саратов), особняк П. М. Мальцева (Балаково, Саратовская губерния, конец 1880-х). Строил различные железнодорожные сооружения (1850—1870), занимался перестройкой и реконструкцией зданий в Минске, Саратове, Харькове (1880—1900-е), построил несколько доходных домов в Петербурге (1870-е).

### Санкт-Петербург
- Доходный дом (перестройка). Конногвардейский бульвар, 3 (1873)[7];
- Доходный дом. Верейская улица, 5 — Подольская улица, 6 (1875)[8][9].

Примеры работ архитектора Ф. И. Шустера
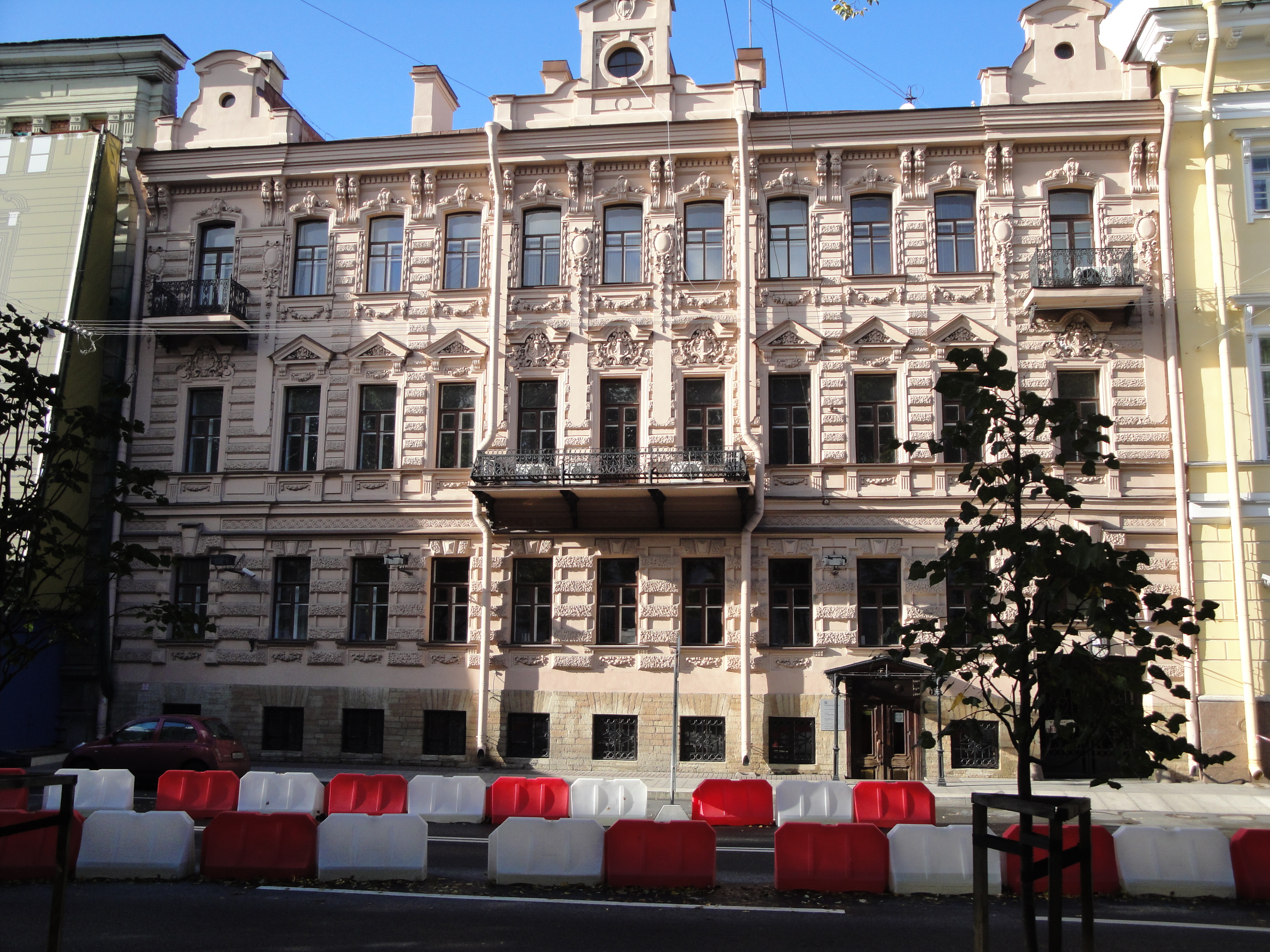
Дом Яфимовича (Санкт-Петербург. Конногвардейский бульв., 3)
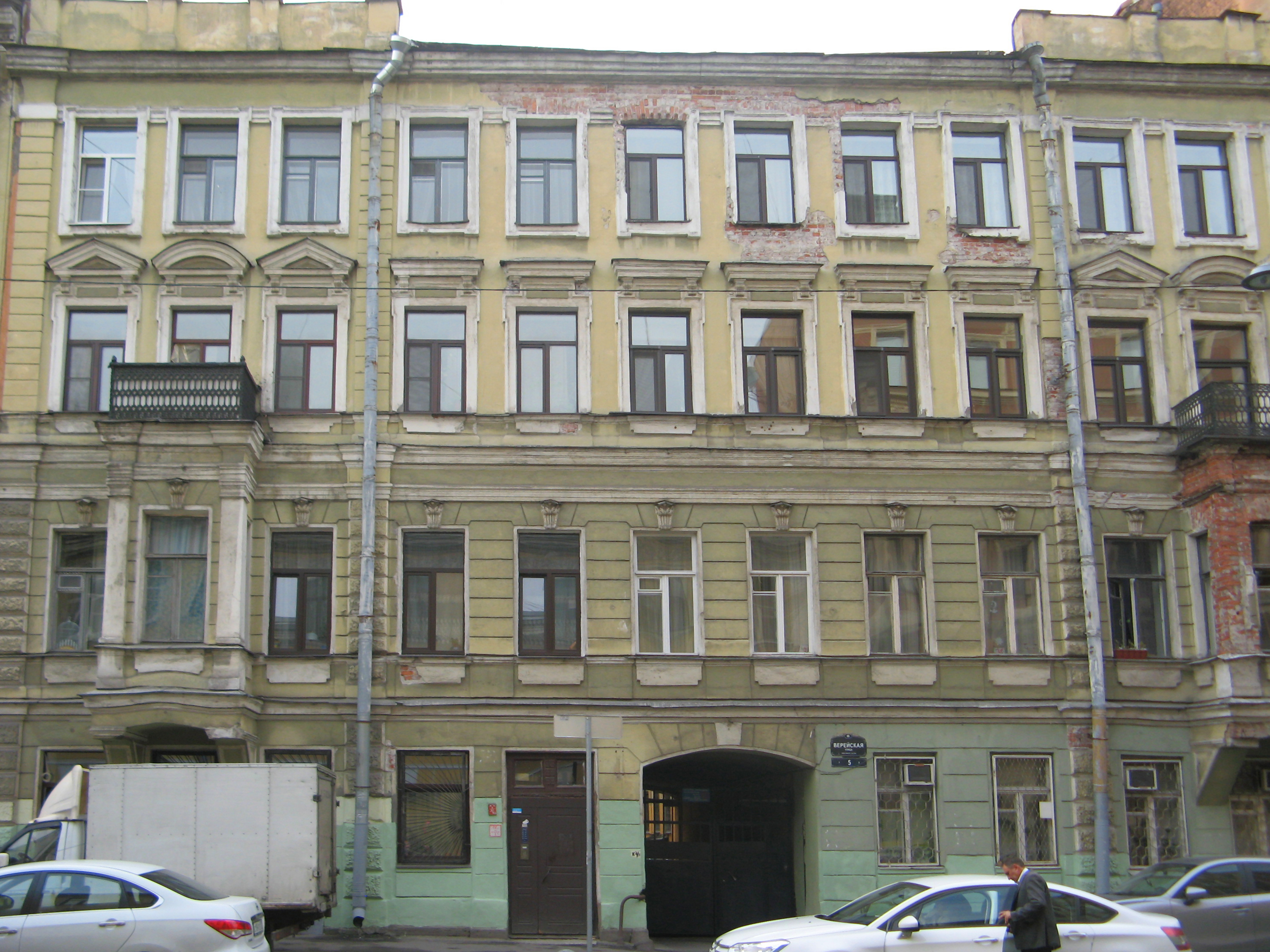
Жилое здание. (Санкт-Петербург. Верейская ул., 5)
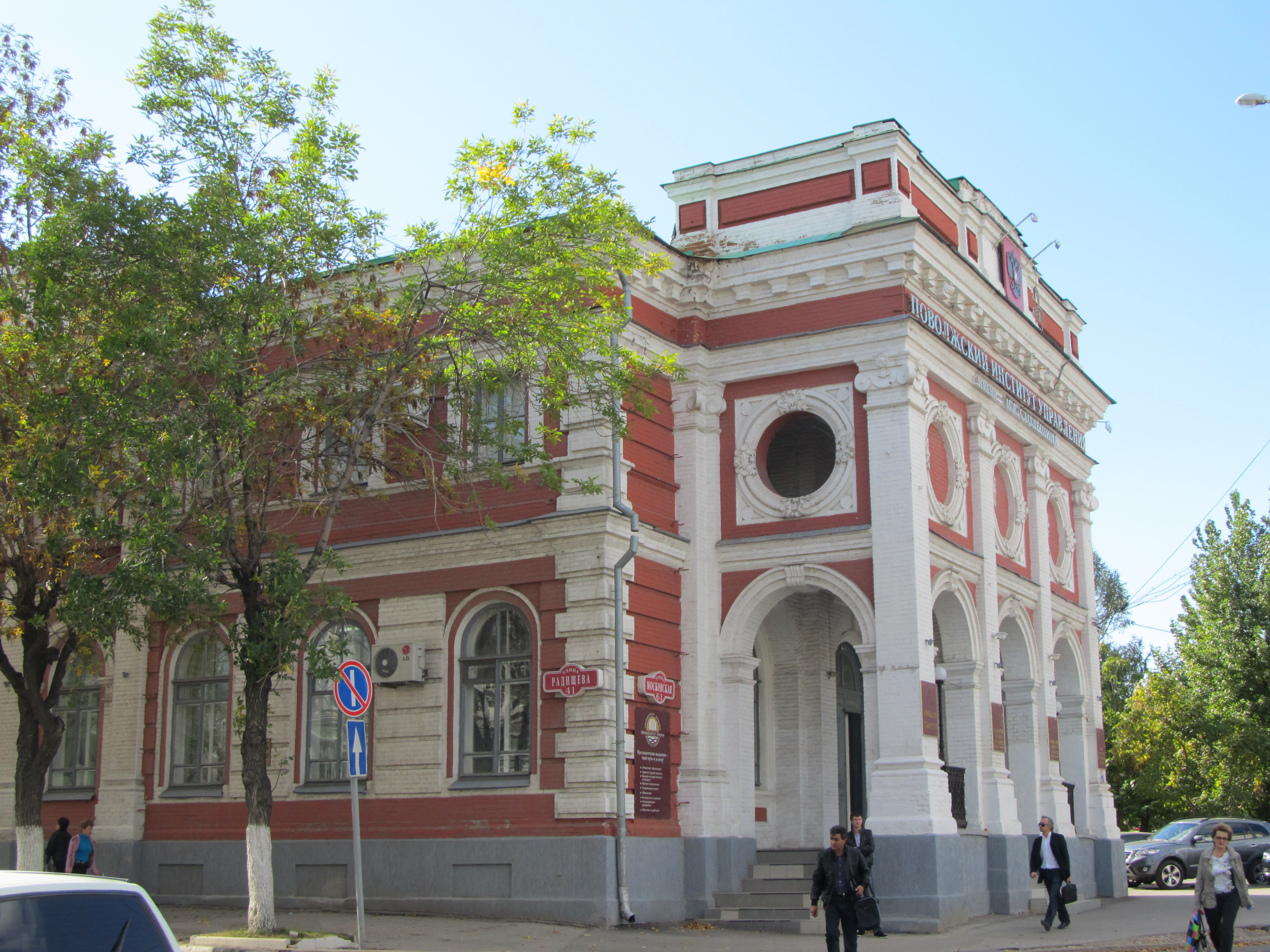
Здание Биржи (Саратов)
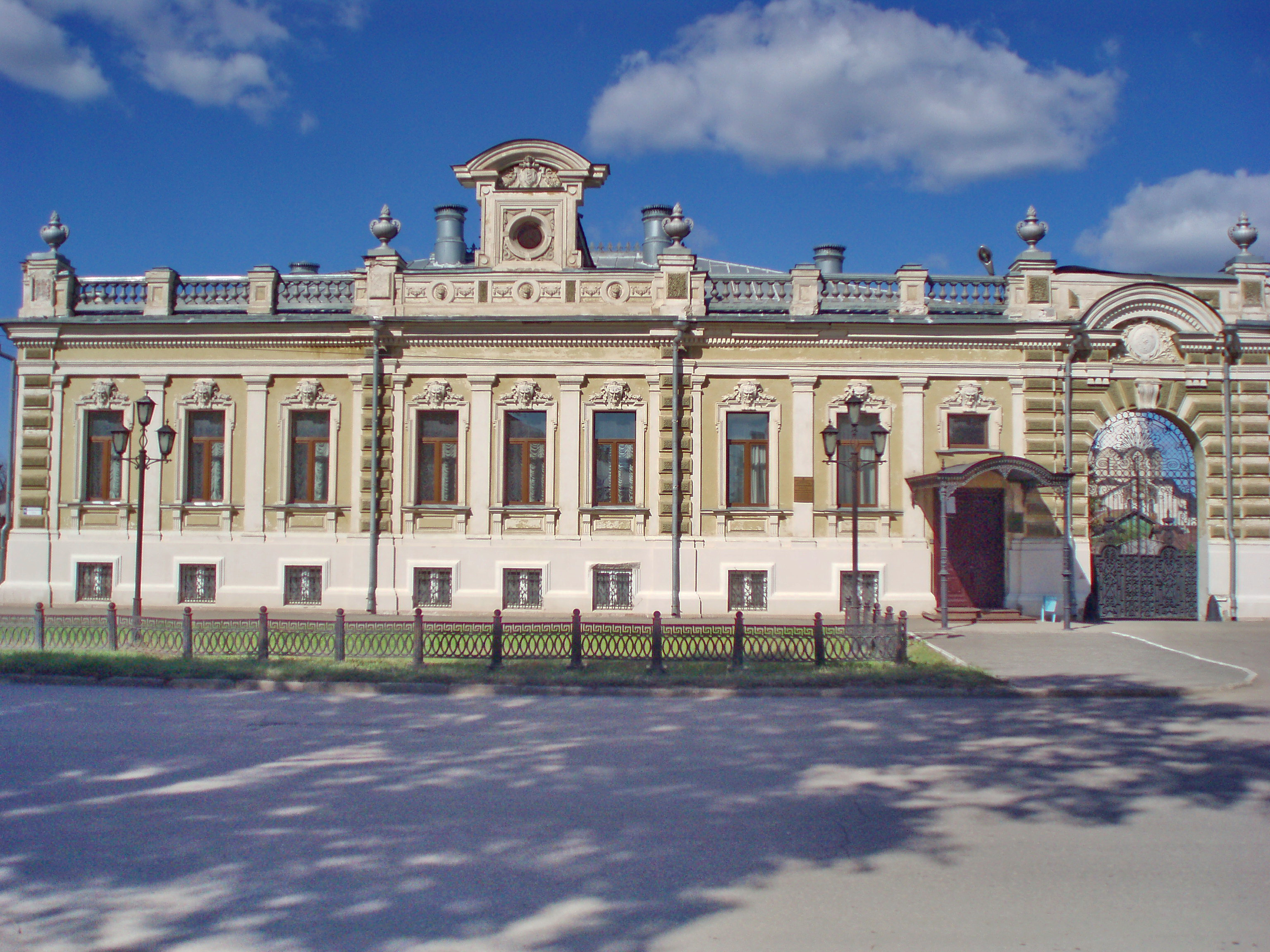
Особняк П. М. Мальцева (Балаково)